# Bitter skörd
Bitter skörd (tyska: Bittere Ernte) är en tysk krigsfilm från 1985 i regi av Agnieszka Holland.
Filmen är baserad på Hermann H. Fields och Stanislaw Mierzenskis roman Fruktans lön. Den var Västtysklands bidrag till Oscar för bästa internationella långfilm 1986.

## Handling
År 1943 i det ockuperade Polen hittar bonden Leon den unga judinnan Rosa, som är sjuk och på flykt. Leon gömmer henne undan myndigheterna men när hon tillfrisknat inser Rosa att hon blivit Leons fånge.

## Rollista i urval
- Armin Mueller-Stahl - Leon Wolny
- Elisabeth Trissenaar - Rosa Eckart
- Käthe Jaenicke - Anna
- Tilly Lauenstein - Frau Kaminska
- Margit Carstensen - Eugenia
- Wojciech Pszoniak - Cybulkowski
- Gerd Baltus - prästen
- Anita Höfer - Pauline
- Kurt Raab - Maslanko